# Real Academia de Doctores de España
La Real Academia de Doctores de España es una corporación de carácter científico, técnico, humanístico y social, de ámbito nacional, con personalidad jurídica propia y sede en Madrid. Es la máxima institución nacional con representación interdisciplinaria y la única de las Reales Academias Nacionales que opera independientemente del Instituto de España. 

## Historia
Con sede en Madrid, fue fundada en 1922 por Ignacio Bauer Landauer, relevando a otras dos instituciones, el Claustro extraordinario de Doctores (1845) y el Decanato y la Federación de Doctores Españoles (1915). Según sus estatutos, entre sus fines se encuentran:

- Contribuir al desarrollo de las Ciencias, las Letras, las Artes y de todo aquello que tienda a la difusión de la Cultura.
- Actuar como entidad científica, técnica y cultural, para la coordinación interdisciplinar.
- Servir de nexo entre sus miembros y los doctores de otros países, para promover el intercambio cultural y las relaciones entre entidades científicas.
- Fomentar la colaboración con otras Reales Academias, así como con las corporaciones, organismos o instituciones que tengan entre sus fines el estudio, la investigación y la enseñanza.
- Asesorar a los entes públicos y privados que lo soliciten sobre cualquier asunto inherente a la Cultura, la Ciencia y la Tecnología.

## Organización
La Real Academia de Doctores está integrada por diez secciones: Teología, Humanidades, Derecho, Medicina, Ciencias Experimentales, Farmacia, Ciencias Políticas y de la Economía, Ingeniería, Arquitectura y Bellas Artes y Veterinaria.
Los académicos que componen la Real Academia de Doctores de España son: de número, correspondientes, supernumerarios y de honor. Los académicos de número, correspondientes y supernumerarios se distribuyen en las diez secciones que integran la Academia.

## Presidentes
Desde su fundación hasta la actualidad han sido presidentes de la Academia:
- Ignacio Bauer Landauer          (1922 - 1932) (fundador)
- José Puig de Asprer             (1932 - 1938)
- Francisco Carrillo Guerrero     (1938 - 1949)
- Eduardo Aunós Pérez             (1949 - 1967)
- Jaime Masaveu Masaveu           (1967 - 1970)
- Rafael Díaz-Llanos y Lecuona    (1970 - 1993)
- Gustavo Villapalos Salas        (1993 - 2001)
- Alberto Ballarín Marcial        (2001 - 2006)
- Alejandro Mira Monerris         (2006 - 2010)
- Luis Mardones Sevilla           (2010 - 2014)
- Jesús Álvarez-Fernández Represa (2014 - 2018)
- Antonio Bascones Martínez (2018 - )